# Liste der Monuments historiques in Rangecourt
Die Liste der Monuments historiques in Rangecourt führt die Monuments historiques in der französischen Gemeinde Rangecourt auf.

## Liste der Objekte
| Bezeichnung                    | Beschreibung                                                                                    | Standort                           | Kennzeichnung | Schutzstatus | Datum | Bild |
| ------------------------------ | ----------------------------------------------------------------------------------------------- | ---------------------------------- | ------------- | ------------ | ----- | ---- |
| Skulptur Heiliger Bartholomäus | Aufsatz eines Prozessionsstabs; Holz, farbig gefasst und vergoldet, Anfang des 19. Jahrhunderts | in der Kirche St-Barthélemy (Lage) | PM52001826    | Inscrit      | 1976  |      |